# Pierre Pettigrew
Pierre Stewart Pettigrew (ur. 18 kwietnia 1951 w Quebecu) – kanadyjski polityk, minister kilku resortów, w tym spraw zagranicznych, członek Liberalnej Partii Kanady.
Studiował stosunki międzynarodowe na Université du Québec à Trois-Rivières (uzyskał dyplom bakałarza w 1972) i na Oxfordzie (dyplom magistra w 1976). Do szerszej polityki wszedł w 1996, kiedy premier Jean Chrétien zdecydował się poszerzyć swój gabinet o przedstawicieli Quebecu. Pettigrew został ministrem ds. Frankofonii i ministrem współpracy międzynarodowej, do rządu wszedł także Stéphane Dion.
W marcu 1996 został wybrany do parlamentu w wyborach uzupełniających, obejmując mandat zwolniony przez André Ouelleta (który stanął na czele Poczty Kanadyjskiej). Z powodzeniem ubiegał się o reelekcję w 1997, 2000 i 2004. W 1996 przeszedł na stanowisko ministra zasobów ludzkich, a w 1999 ministra handlu międzynarodowego. Po utworzeniu rządu Paula Martina w grudniu 2003 objął tekę kontaktów międzyrządowych oraz tekę zdrowia. W wyniku rekonstrukcji gabinetu po wyborach parlamentarnych latem 2004 przeszedł na stanowisko ministra spraw zagranicznych, zastępując Billa Grahama.
W 2005 był wymieniany jako potencjalny kandydat na sekretarza generalnego Organizacji Państw Amerykańskich, ale ostatecznie Kanada poparła kandydaturę Luisa Derbeza z Meksyku. W styczniu 2006 Pettigrew przegrał walkę o kolejną kadencję w parlamencie, a w wyniku porażki liberałów stracił także stanowisko ministerialne (nowym szefem resortu spraw zagranicznych został Peter MacKay). Pomimo tych porażek wymieniany jest w gronie kandydatów do pozycji lidera Liberalnej Partii Kanady lub lokalnej Liberalnej Partii Quebecu.
Nosi tytuł członka Tajnej Rady Królowej ds. Kanady.